# Salon suisse de l'agriculture et de l'alimentation

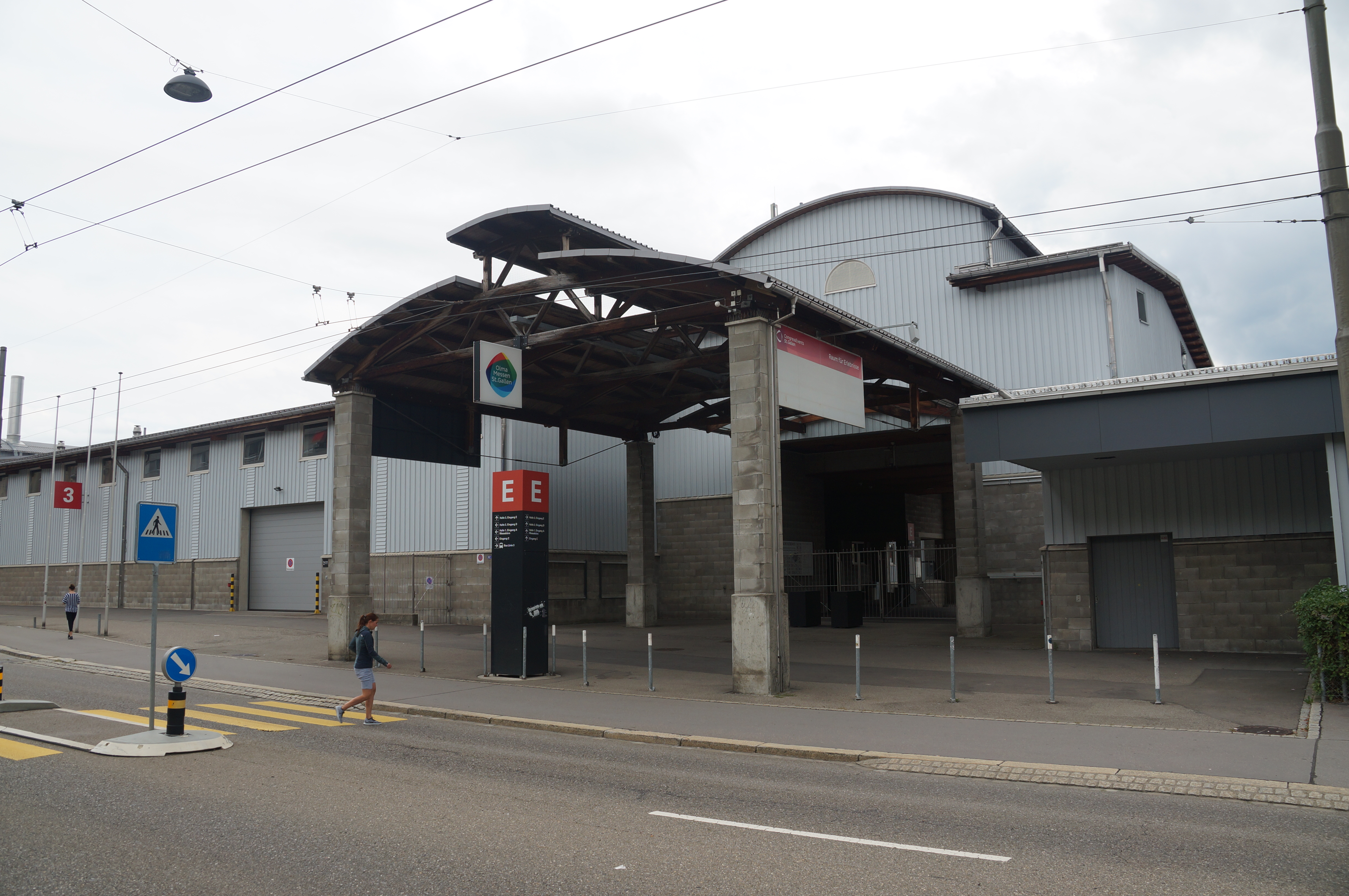
La halle où a lieu l'Olma.

Le Salon suisse de l'agriculture et de l'alimentation ou foire de l'OLMA ou Olma (en allemand : OLMA Schweizer Messe für Landwirtschaft und Ernährung) est une foire-exposition annuelle qui est organisée chaque année en automne depuis 1943 à Saint-Gall et qui se déroule sur onze jours. C'est la plus grande de Suisse.

## Description
La foire de l'Olma est le salon grand public le plus populaire de Suisse. Elle se déroule chaque année en automne à Saint-Gall et dure onze jours, à partir du jeudi précédent le 16 octobre, jour de la fête de saint Gall, le patron de la ville. Elle réunit de 300 000 à 400 000 visiteurs depuis les années 1960.
Consacrée à l'agriculture et à l'alimentation, la manifestation comprend notamment des animaux d'exposition, des expositions, des stands d'information, des halles de dégustation et des produits et nouveautés dans les domaines du logement, de la construction et des machines. Le défilé du canton hôte le samedi fait partie de ses temps forts, de même que la course de cochons (plus précisément de truies) organisée depuis 1997,. 
La saucisse de l'OLMA est devenue une spécialité culinaire saint-galloise à part entière, protégée par une IGP depuis 2007.

## Histoire
La première édition a lieu du 7 au 17 octobre 1943, sous le nom d'OLMA - Ostschweizerische Land- und Milchwirtschaftliche Ausstellung (exposition agricole et laitière de Suisse orientale). Héritière d'expositions agricoles saint-galloises qui remontent à 1853, elle réunit 91 500 visiteurs.
Entre 1946 et 2003, elle porte le nom de Schweizer Messe für Land- und Milchwirtschaft, puis le nom actuel d'OLMA – Schweizer Messe für Landwirtschaft und Ernährung.
En 2000, un incendie ravage durant la nuit la halle no 7 de la manifestation, qui était la halle de dégustation.
| Année | Participants                                  | Région hôte                                   |
| ----- | --------------------------------------------- | --------------------------------------------- |
| 1943  | 91 500                                        |                                               |
| 1952  | 257 000                                       | Principauté de Liechtenstein                  |
| 1962  | 327 000                                       | Uri, Schwytz, Nidwald et Obwald               |
| 1972  | 401 000                                       | Thurgovie                                     |
| 1982  | 452 000                                       | Bâle-Ville et Bâle-Campagne                   |
| 1990  | 425 000                                       | Lucerne                                       |
| 2000  | 398 000                                       | Zurich                                        |
| 2002  | 371 000                                       | Ligurie                                       |
| 2009  | 385 000                                       | Tyrol du Sud et Trentin                       |
| 2018  | 350 000                                       | Fête des Vignerons                            |
| 2019  | 360 000                                       | Culture populaire suisse                      |
| 2020  | Annulation pour cause de pandémie de COVID-19 | Annulation pour cause de pandémie de COVID-19 |